# 厚別南
厚別南（あつべつみなみ）は、北海道札幌市厚別区にある地名。南郷通以南、平和通以東の地域で、東端で青葉町と接する。
1982年（昭和57年）1月25日に制定された。地域の北部は「厚別町旭町」の一部、南部は「厚別町上野幌」の一部を、それぞれ分割し再編成する形で誕生した。

## 施設
- 札幌市営地下鉄東西線 ひばりが丘駅
- 札幌市立共栄小学校
- 札幌市立新札幌わかば小学校